# Трисвинецпентанеодим
Трисвинецпентанеодим — бинарное неорганическое соединение
неодима и свинца
с формулой Nd5Pb3,
кристаллы.

## Получение
- Сплавление стехиометрических количеств чистых веществ:

{\displaystyle {\mathsf {5Nd+3Pb\ {\xrightarrow {T}}\ Nd_{5}Pb_{3}}}}

## Физические свойства
Трисвинецпентанеодим образует кристаллы
гексагональной сингонии,
пространственная группа P 63/mcm,
параметры ячейки a = 0,9264 нм, c = 0,6770 нм, Z = 2,
структура типа трисилицида пентамарганца Mn5Si3
.